# 科斯蒂斯·斯特凡诺普洛斯
康斯坦丁诺斯·“科斯蒂斯”·斯特凡诺普洛斯（希臘語：Κωνσταντίνος (Κωστής) Στεφανόπουλος；1926年8月15日–2016年11月20日），希腊第三共和国第6任总统（1995年–2005年）。

## 生平
生于希腊帕特雷市，曾在雅典大学法律系学习。1974年，加入新民主党。1975年，组建民主革新党。1995年3月当选希腊总统，2000年2月再次当选。

## 荣誉

### 外国勋章奖章
- 白隼大十字勋章（英语：Order of the Falcon）（冰岛，2001年9月18日[2]）